# Autólico de Pitane

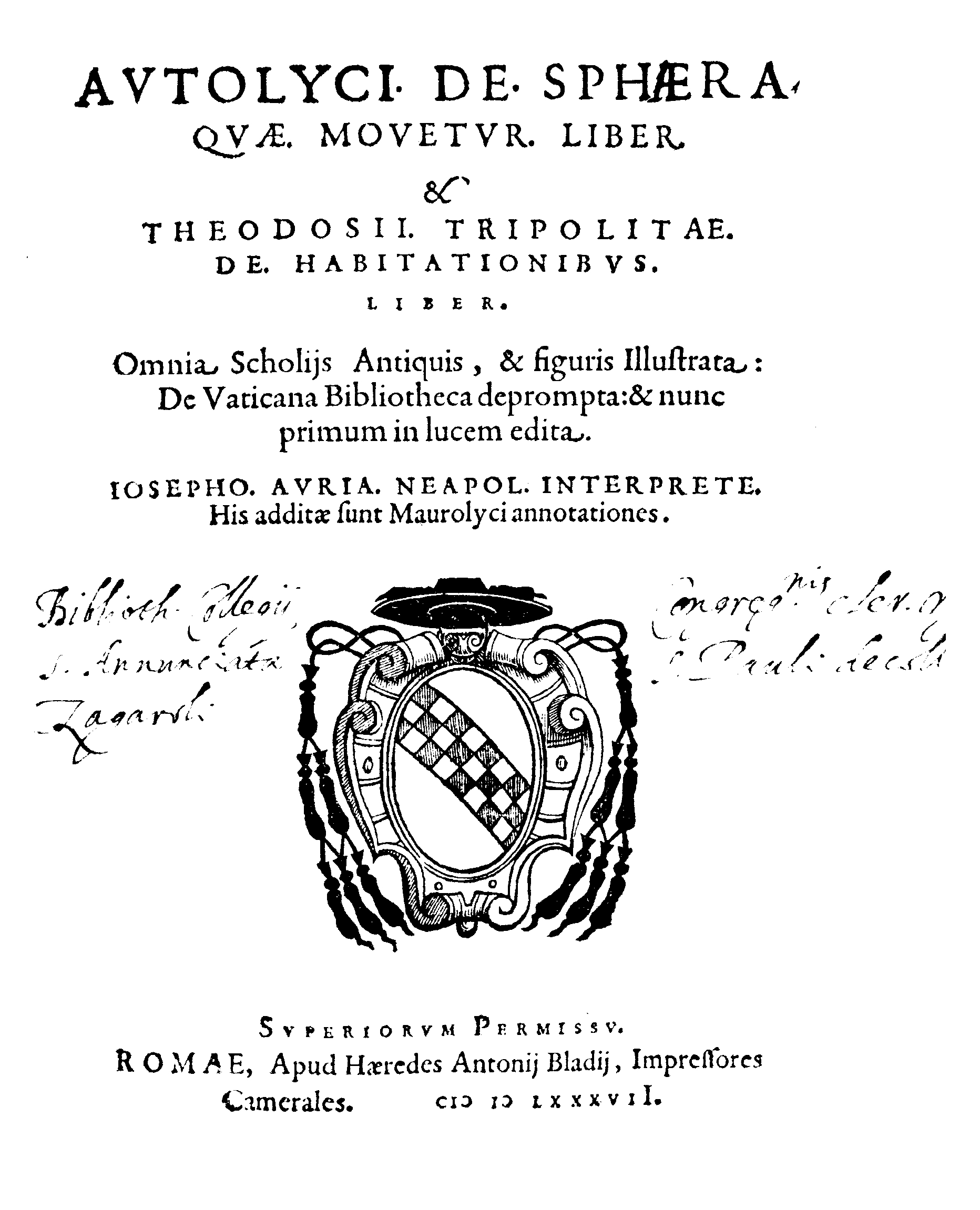
De sphaera quae movetur liber

Autólico de Pitane (griego Αυτόλυκος ο Πιτταναίος) fue un sabio griego nacido en Pitane (polis -ciudad- de Eólida) hacia el 360 a. C., y muerto en 290 a. C. 
Escribió dos tratados: en griego antiguo Περί της κινουμένης σφαίρας/Perí tês kinouménês sphaíras («La esfera en movimiento») y περíὶ ἐπιτολῶν καí δύσεων/Perí epitolỗn kaí dýseôn («Amaneceres y atardeceres heliacos»). Fue maestro en matemática de Arcesilao, compatriota suyo.

## Reconocimientos
- En su honor un cráter lunar se llama Autólico.